# Гусятинський Дмитро Миколайович

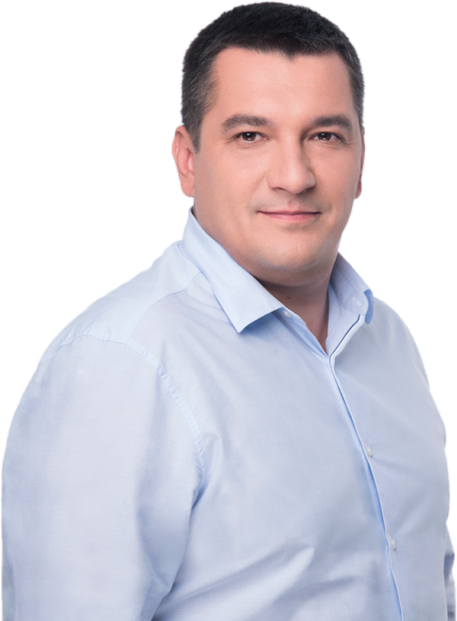
З 2019 року і дотепер – Голова Києво-Святошинської районної ради.

Дмитро Миколайович Гусятинський (нар. 14 грудня 1984 року, Київська обл.) — український політик. З грудня 2019 року і дотепер — голова Києво-Святошинської районної ради. Раніше депутат Києво-Святошинської районної ради VII скликання від політичної партії "УКРОП".

## Життєпис
Батько Микола Гусятинський, працював помічником народного депутата Петра Мельника (Партія регіонів).
У 2006 році закінчив Київський національний економічний університет імені Вадима Гетьмана, де отримав вищу освіту за спеціальністю Фінанси та здобув кваліфікацію магістра з фінансів.
У 2018 році закінчив Університет державної фіскальної служби України, де здобув другу вищу освіту, за спеціальністю Право та кваліфікацію магістр з права.
У 2019 році закінчив Національну академію державного управління при Президентові України, де здобув третю вищу освіту за спеціальністю «Публічне управління та адміністрування» та кваліфікацію магістр.

### Кар'єра
- 2002—2005 рр. — заступник генерального директора з комерційних питань "Український агро торговий дім «Колос».
- 2006—2007 рр. — контролер-ревізор відділу контролю у сфері державної власності Контрольно-ревізійного управління в Київській області.
- 2007—2008 рр. — головний контролер-ревізор відділу інспектування державних комерційних та казенних підприємств; головний контролер-ревізор відділу інспектування державних комерційних підприємств Департаменту контролю у сфері державної власності Головного контрольно-ревізійного управління України.
- 2008—2010 рр. — начальник відділу з питань контролю Київської обласної ради.
- 2011—2013 рр. — провідний фахівець науково-організаційного відділу Національного університету державної податкової служби України.
- 2013—2014 рр. — асистент кафедри менеджменту Національного університету державної податкової служби України.
- 2014—2015 рр. — голова комунальної установи Київської обласної ради «Фонд комунального майна».[3]

## Політична діяльність
На місцевих виборах 25 жовтня 2015 року обраний депутатом Києво-Святошинської районної ради VII скликання від політичної партії "УКРОП".
З грудня 2019 року і дотепер — голова Києво-Святошинської районної ради.

## Відзнаки
- Подяка Київської обласної ради (2010, 2016);
- Почесна Грамота Києво-Святошинської районної ради і Києво-Святошинської районної державної адміністрації (2017)
- Відзнака Київської обласної ради "Нагрудний знак «За заслуги перед Київщиною» (2018)
- Почесна відзнака Києво-Святошинської районної ради (2018)